# 바바 노부노리
바바 노부노리(馬場 信意, 간분 9년(1669년) - 교호 13년 3월 8일(1728년 4월 16일)은, 일본 에도 시대 중기의 소설가이다. 아버지는 바바 노부타케(馬場信武)이다. 일본을 제재로 하는 군서(軍書)의 제작을 중심으로 하여 근세에 있어 최대의 군서 제작자로 불렸다. 
서명할 때는 '洛下　柳隠子馬場玄隆信意'라고 하였고, '柳隠子', '玄隆'라고도 호하였으며, '라게쓰도'(羅月堂)라고도 칭하였다. 자신을 '낙하후학'(洛下後学)이라고 낮춘 적도 있다.

## 평생
가이 다케다 씨의 가신이었던 바바 노부하루의 6대 손이라고 노부노리의 묘비에는 쓰여 있다. 어려서부터 전기(戰記) 읽는 것을 좋아하고 역사를 좋아하여 박학한 준재였다고 한다. 조쿄 4년(1687년), 16세 때에 『송문정방구연가』(松門亭方句連歌)에 이름을 올렸고, 후쿠즈미 도유(福住道祐) 등과 '第十雪、朝何'을 읊었다. 그 뒤 저작 활동은 알 수 없으나, 호에이 2년(1705년) 37세 때부터 저작 활동이 나타난다. 그 작품의 대부분이 일본 군서의 제작이었다. 
노부노리의 저작은 (그 자신이 쓴 서문에 따르면) 자신이 조사한 사료에 근거하여 과거의 군서들을 교정하고 편집한 것으로, 그 내용은 옛 설, 옛 서적에 대한 시정, 또는 한층 고찰을 더한 것으로 군서의 새로운 재기록, 고증적인 비판을 행하는 것이었다. 또한, 노부노리 자신도, 후세에 자신의 저술에 대한 재기록과 정정이 이루어지기를 진심으로 기대하고 있었다. 노부노리의 군서 제작에서 목표하는 것은 당대의 역사 사실의 추구이자 그 결과에 토대하여 새롭게 재기록하는 것으로, 통속군서의 저작방침은 철저한 정합성 · 합리성의 추구라는 것이었다.
노부노리의 독자의 대상에는 일본의 서민들이 놓였고, 집필의 의도란 정확한 역사 기술을 가지고 세상의 귀감이 되게 하고자 하는 것이었다. 작품의 제작 발행은 아버지 노부타케가 쌓아 올린 교토의 출판 시장 인프라와의 제휴 위에서 이루어졌다. 차츰 오사카의 출판 시장 인프라에도 노부노리의 작품이 공급되게 되어, 오락물 서점에서도 주목받게 되었다. 또한 아버지 노부타케처럼 통속 군서만을 제작했다는 점에서 노부타케의 집필 태도를 배워 그 저작 기반을 이용해 활동했던 것으로 여겨진다. 
교호(享保) 13년(1728년)에 60세로 사망하였다. 일본 교토 도리베 산(鳥部山)의 도묘지(通妙寺)에 노부노리의 묘가 있다. 
바바 노부노리는 군서를 여러 편 집필했고 당대에 많은 독자들을 모았다. 하지만 두드러질 만한 군서 작가로서의 특색은 보이지 못했고, 그의 사상이나 역사관도 시대의 그것을 한 발짝도 벗어나지 않으며, 작가로서의 돋보이는 개성은 보이지 않는다. 이 점은 독자들에게 선호받은 이유이기도 했지만 동시에 그의 저작이 현대까지 계속되어 읽히지 않는 큰 이유이기도 했으며, 그것이 그의 한계는 아니었는가, 라고 평가되고 있다.

## 주요 저작
- 호에이 3년(1706년) : 『조선태평기』(朝鮮太平記)
- 호에이 4년(1707년) : 『북국태평기』(北国太平記)
- 호에이 6년(1709년) : 『남조태평기』(南朝太平記)
- 호에이 7년(1710년) : 『북국전태평기』(北国全太平記)
- 호에이 8년(1711년) : 『성쇠기습유』(盛衰記拾遺)
- 쇼토쿠(正徳) 2년(1712년) : 『겐지 일통지』(源氏一統志), 『요시쓰네 훈공기』(義経勲功記)
- 쇼토쿠 5년(1715년) : 『화림양재』(画林良材)
- 쇼토쿠 6년(1716년) : 『소가 이야기 평판』(曽我物語評判)
- 교호 2년(1717년) : 『호조 태평기』(北條太平記), 『요시사다 훈공기』(義貞勲功記)
- 교호 6년(1721년) : 『주고쿠 태평기』(中國太平記), 『소가 훈공기』(曽我勲功記)
- 교호 10년(1725년) : 『니카와 수필』(二川随筆)

## 관련 논문
- 나가토모 지요하루(長友千代治) <근세에 있어서의 통속 군서의 유행과 바바 노부타케, 바바 노부노리>(近世における通俗軍書の流行と馬場信武、馬場信意) 1976년, 아이치 현립 대학 설림(愛知県立大学説林) (25) 수록
- 무라타 아키히코(村田明彦) 『바바 노부노리의 통속군서 ―또 하나의 『소가 이야기』를 둘러싸고―』(馬場信意の通俗軍書　－もう一つの『曽我物語』をめぐって―) 1995년

## 관련 항목
- 군키모노가타리
- 바바 노부타케